# Joe Vellano
Joe Vellano (Rexford, 30 ottobre 1988) è un giocatore di football americano statunitense che milita nel ruolo di defensive tackle per i Panthers Parma.

## Carriera professionistica

### New England Patriots
Dopo non essere stato scelto nel Draft NFL 2013, Vellano firmò con i New England Patriots. Nella settimana 5 contro i Cincinnati Bengals, disputò la prima gara in carriera come titolare al posto dell'indisponibile Vince Wilfork, che era stato inserito in lista infortunati. Vellano si laureò campione NFL il 1º febbraio 2015 grazie alla vittoria del Super Bowl XLIX sui Seattle Seahawks per 28-24.
Il 31 agosto 2015, i Patriots svincolarono Vellano. Dopo avere rifirmato con la squadra di allenamento, fu definitivamente svincolato il 30 settembre.

### Atlanta Falcons
Dopo avere brevemente fatto parte degli Indianapolis Colts e di nuovo dei Patriots, 6 settembre 2016 Vellano firmò con la squadra di allenamento degli Atlanta Falcons. Il 17 gennaio 2017 fu promosso nel roster attivo.
Il 2 settembre 2017 fu svincolato, per essere inserito il giorno successivo nella squadra di allenamento. Fu promosso nel roster attivo il 21 settembre e svincolato definitivamente il 24 ottobre.

### Dallas Cowboys
Il 24 novembre fu inserito nella practice squad dei Dallas Cowboys, coi quali firmò un reserve/future contract il 1º gennaio 2018, per essere poi svincolato il 7 marzo.

### Panthers Parma
Nel 2019, dopo che una serie di infortuni aveva fermato alcuni loro import, i Panthers Parma hanno annunciato l'ingaggio di Vellano (il cui fratello Paul aveva in precedenza militato, oltre che nella squadra parmense, nei Guelfi Firenze e nella nazionale italiana in occasione dell'Europeo B 2013).

## Palmarès
- Super Bowl : 1

New England Patriots: XLIX
- American Football Conference Championship: 1

New England Patriots: 2014
- National Football Conference Championship: 1

Atlanta Falcons: 2016

## Statistiche
| Partite totali      | 25  |
| Partite da titolare | 9   |
| Tackle              | 64  |
| Sack                | 3,0 |
| Intercetti          | 0   |
| Fumble forzati      | 0   |

Statistiche aggiornate alla stagione 2017